# دونالد إلمر بلاك
دونالد إلمر بلاك هو فلاح وسياسي كندي، ولد في 21 سبتمبر 1892 في كندا، وتوفي في 15 أبريل 1981 في أورمستاون في كندا. حزبياً، نشط في الحزب الليبرالي الكندي. وقد انتخب عضو مجلس العموم الكندي.